# Sablons (Isère)
Sablons [sablɔ̃] ist eine französische Gemeinde mit 2.306 Einwohnern (Stand: 1. Januar 2022) im Département Isère in der Region Auvergne-Rhône-Alpes. Sie gehört zum Arrondissement Vienne und zum Kanton Roussillon. Die Einwohner werden Sablonnais genannt.

## Geografie
Sablons liegt im französischen Rhonetal, etwa 25 Kilometer südlich von Vienne zwischen der Rhone und ihrem Kanal auf der Île de la Platière. Umgeben wird Sablons von den Nachbargemeinden Salaise-sur-Sanne im Norden und Nordosten, Chanas im Osten, Saint-Rambert-d’Albon im Süden, Peyraud im Südwesten, Serrières im Westen sowie Charnas im Nordwesten.
Durch die Gemeinde führt die frühere Route nationale 82 (heutige Departementsstraße 1082).

## Geschichte
Bereits im Jahr 895 wurde die Chapelle de Saint Ferréol schriftlich erwähnt. Diese Kirche stand im heutigen Quartier des Catherines im Süden des Orts.
Die Burg Château Murat gehörte bis zum 26. Dezember 1512 den Grafen von Roussillon. An jenem Tag ehelichte Aynard de Murat die in Sablons lebende Marguerite de Roussillon-Annonay und wurde Burgherr. Bis zur Französischen Revolution blieben die Murats Herren der Gemeinde.

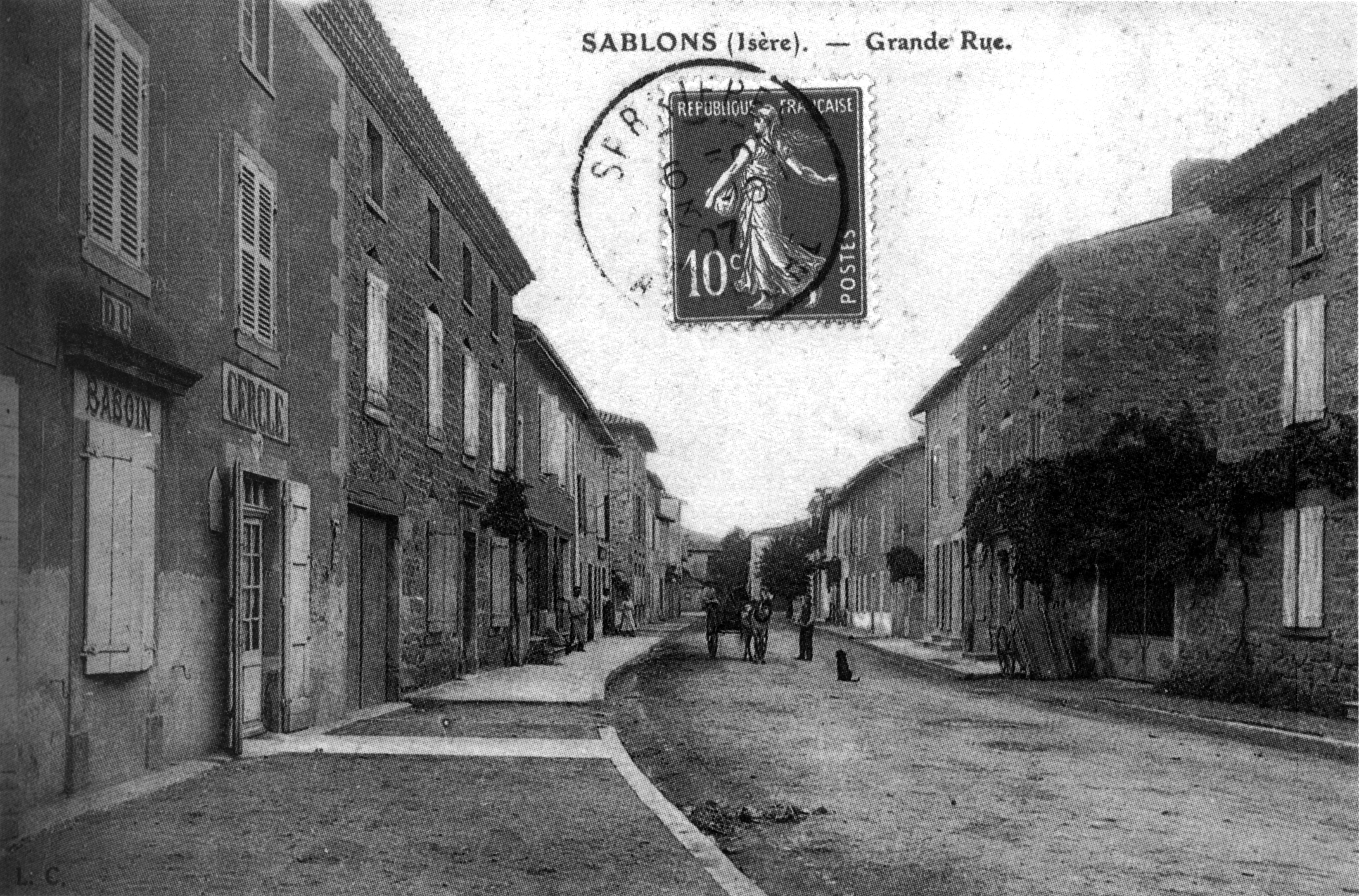
Hauptstraße von Sablons (1907)

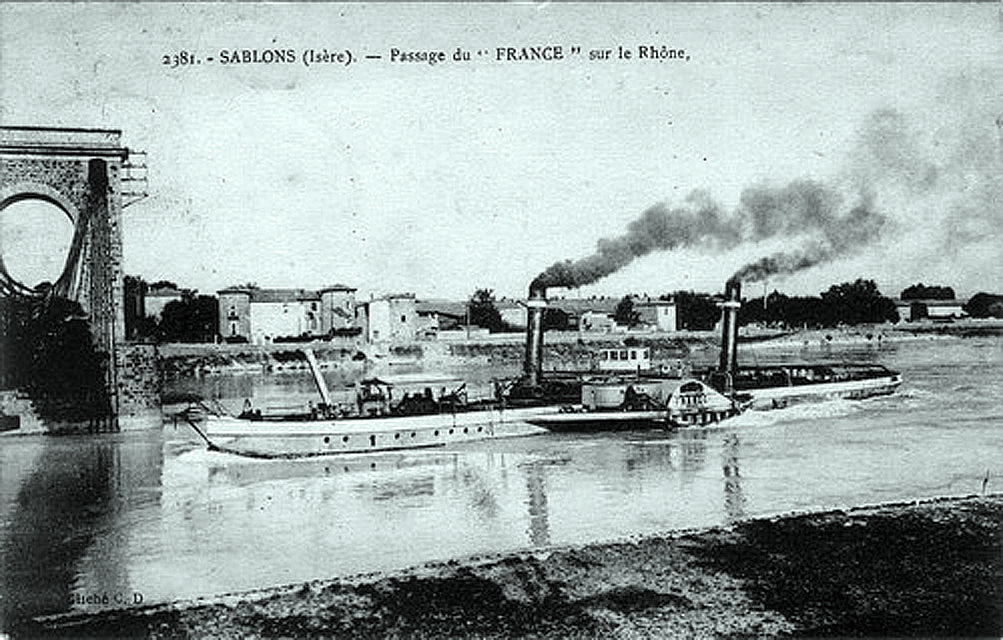
Blick über die Rhone auf Sablons und den Mittelpfeiler der ersten Hängebrücke

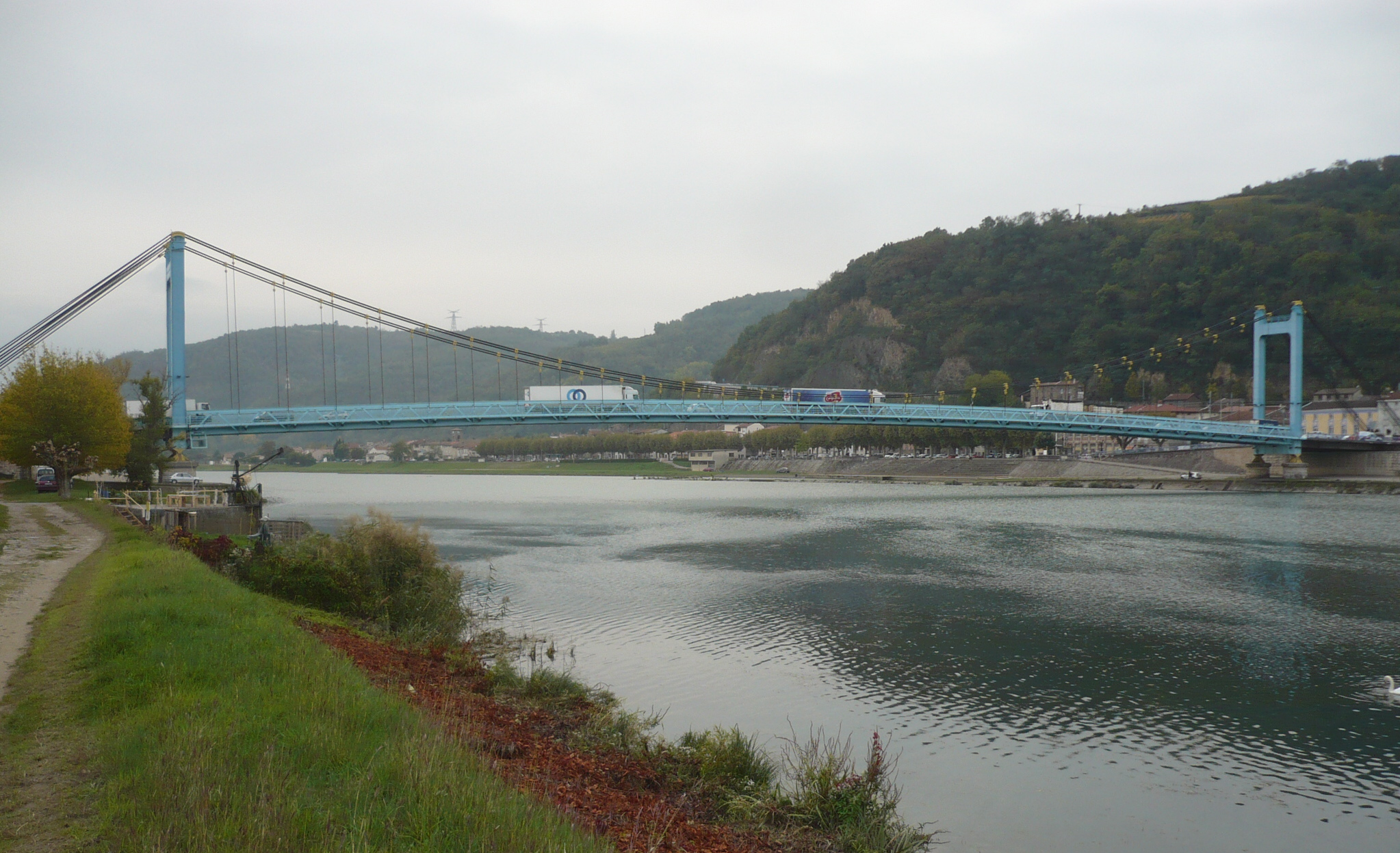
Die Hängebrücke verbindet Sablons mit Serrières (rechts)

Bis ins 16. Jahrhundert konnte die Rhone nur mit Booten überquert werden. 1553 gab der König dem Kardinal von Tournon das Recht, für das Übersetzen nach Serrières ein Wegegeld und Zoll für transportierten Wein zu erheben. 1637 wurde dieses Recht an Jean Pierre de Luc veräußert und 1665 an den Herzog von Ventadour weitergegeben. Im 18. Jahrhundert wurde eine Seilfähre in Betrieb genommen.
1828 wurde zwischen den beiden Orten eine Hängebrücke fertiggestellt, deren Benutzung gebührenpflichtig war. Die 180 Meter lange Brücke mit einem Pfeiler in der Mitte des Stroms hielt u. a. zwei Hochwasserkatastrophen in den Jahren 1840 und 1856 stand. 1931 wurde wegen ihres schlechten Zustands nach einem Kabelbruch mit dem Abriss begonnen, im Oktober 1934 ein neues Bauwerk fertiggestellt. Diese zweite Brücke wurde am 1. September 1944 von deutschen Soldaten auf dem Rückzug aus dem besetzten Frankreich zerstört. Fast sieben Jahre lang musste die Rhone wieder mit einer Seilfähre überquert werden, ehe im Februar 1951 die aktuelle Brücke mit 185 Meter Spannweite eröffnet werden konnte.
Mit dem Bau der ersten Hängebrücke erreichte ein Teil der seit 1583 jährlich in Serrières abgehaltenen „Truthahnmesse“ auch Sablons. Das Hochwasser von 1840 zerstörte den Kai von Serrières, im Jahr darauf wurde daher aus dem vormaligen Ableger des dortigen Jahrmarkts die eigenständige Foire de Sablons, die stets Ende November stattfindet.
Sablons wurde immer wieder von Hochwasser heimgesucht. Die Katastrophe von 1840 zerstörte in Zusammenhang mit sintflutartigen Regenfällen 150 Häuser, vor allem solche, deren Fundamente aus Lehmerde bestanden. Fortan wurden die Fundamente generell aus Stein errichtet. Zuletzt trat die Rhone im Jahr 2002 über das Ufer.

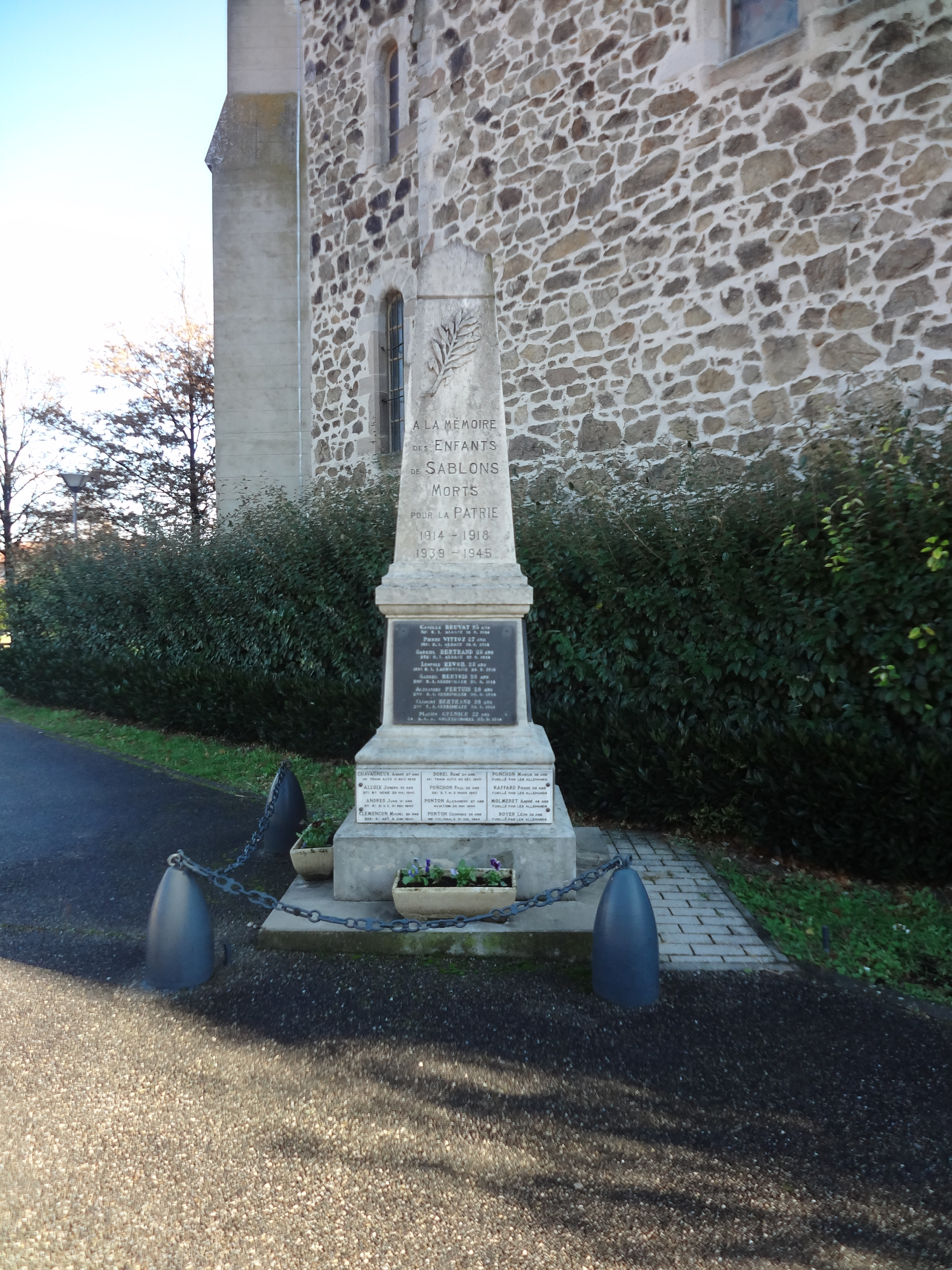
Gefallenendenkmal

Zwischen 1858 und 1865 wurde die neue Kirche errichtet, da die Chapelle de Saint Ferréol überschwemmungsgefährdet und in schlechtem Zustand war. Zudem hatte sich das Zentrum von Sablons nach Norden hin verlagert.
Albert Gleizes und seine Frau Juliette Roche gründeten 1927 die Künstler- und Kunsthandwerkerkolonie Moly-Sabata. Der Gemeinschaft wurde ein ehemaliges Flussschifferhaus aus dem 18. Jahrhundert überlassen. Das Gebäude war zunächst eine Herberge für Schiffer, später ein Kloster und ab 1890 eine freie Schule. Das Geld für den Lebensunterhalt kam von Handwerksarbeiten und den Erzeugnissen des Gartens.
Die beiden Weltkriege forderten auch zahlreiche Opfer unter der Bevölkerung des Orts. Während des Ersten Weltkriegs ließen 33 Männer aus Sablons als Soldaten ihr Leben. Im Zweiten Weltkrieg kamen acht Männer im Rahmen ihres Einsatzes um; vier Männer wurden zudem im August 1944 als Vergeltungsmaßnahme für einen Anschlag der Forces françaises de l’intérieur von den deutschen Besatzern erschossen.

## Bevölkerungsentwicklung
| Jahr                       | 1962 | 1968 | 1975 | 1982 | 1990 | 1999 | 2006 | 2017 |
| -------------------------- | ---- | ---- | ---- | ---- | ---- | ---- | ---- | ---- |
| Einwohner                  | 880  | 1031 | 1228 | 1421 | 1468 | 1539 | 1792 | 2309 |
| Quellen: Cassini und INSEE |      |      |      |      |      |      |      |      |

## Sehenswürdigkeiten

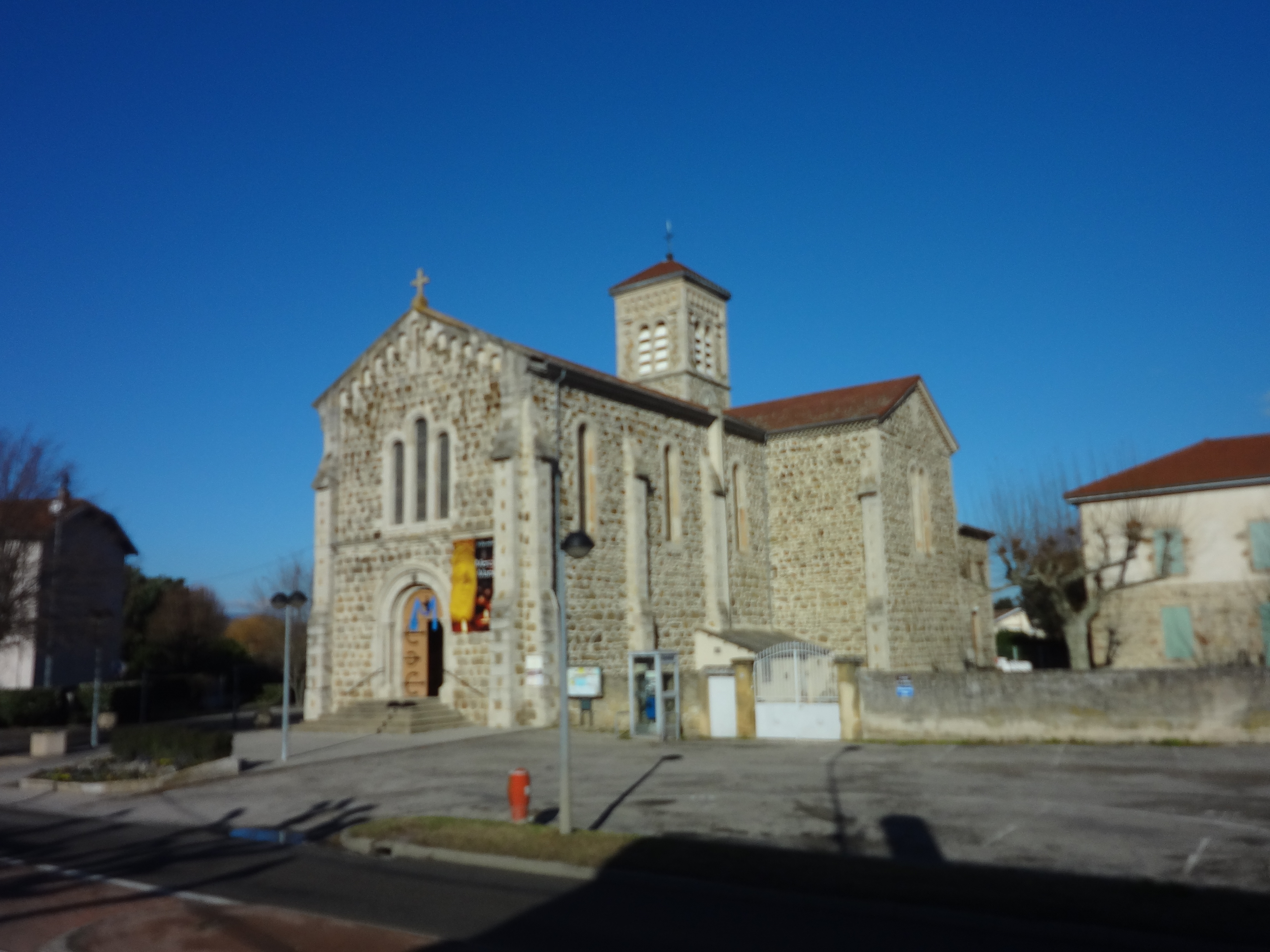
Kirche Saint-Ferréol

- Château Murat, ehemals Château de Murat-Lestang, erbaut vor 1512.[9]
- Kirche Saint-Ferréol; Nachfolgebau der Chapelle de Saint Ferréol an anderer Stelle.[1]
- Hängebrücke Pont de Sablons (auch: Pont de Serrières) über die Rhône: 1828 verband erstmals eine Brücke die beiden Orte Sablons und Serrières. Das aktuelle Bauwerk wurde 1951 eröffnet.[2]